# Jonathan Daviss
Jonathan Daviss (ur. 28 lutego 2000) – amerykański aktor.

## Życiorys
Jego debiut aktorski miał miejsce w 2013 roku w serialu Revolution. Najbardziej znany jest jednak z serialu Netflixa Outer Banks.

## Filmografia
| Rok       | Tytuł             | Rola              |
| --------- | ----------------- | ----------------- |
| 2013      | Revolution        | dziecko           |
| 2014      | Deliverance Creek | Samuel Washington |
| 2017      | All the Marbles   | młody Spike       |
| 2018      | Edge of the World | Jay Tibbs         |
| 2018      | Jay Tibbs         | Mathis            |
| 2018      | Last Night        | Teddy             |
| 2020–2021 | Outer Banks       | Pope              |
| 2020      | Baselines         | Lavar             |